# Is This What I Get for Loving You?
«Is This What I Get for Loving You?» es una canción pop escrita por Phil Spector, Gerry Goffin y Carole King, y grabado por el grupo femenino de los años 1960 The Ronettes.

## Versión de Marianne Faithfull
En noviembre de 1966, Marianne Faithfull grabó su versión de «Is This What I Get for Loving You?» bajo la producción de Andrew Loog Oldham y dirección musical de Arthur Greenslade. Fue lanzada como sencillo en el sello Decca el 10 de febrero de 1967. Perteneció a la versión neerlandesa y belga del álbum Love in a Mist.

### Recepción
Llegó al puesto número 43 en Inglaterra y número 125 en Estados Unidos.
El 18 de marzo de 1967 ingresó a la lista británica Melody Maker, en la cual se mantuvo por dos semanas, y en donde alcanzó el puesto número 40, al igual que su antecesor «Counting».

## Otras versiones
La canción fue versionada además por otros artistas como el estadounidense David Johansen en su álbum en vivo Live It Up, de 1982, y la belga Yasmine, quien la versionó en neerlandés como «Ik was zo graag bij jou gebleven» en su álbum Portfolio, de 1995.